# Мочалище (Звениговський район)
Моча́лище (рос. Мочалище, марій. Мочалище) — селище у складі Звениговського району Марій Ел, Росія. Входить до складу Суслонгерського міського поселення.

## Населення
Населення — 1958 осіб (2010; 2253 у 2002).